# Championnats du monde de tir 2022
Navigation
Édition précédente Édition suivante
Les championnats du monde de tir 2022, cinquante-troisième édition des championnats du monde de tir, ont lieu du 12 au 27 octobre 2022 au Caire, en Égypte. La compétition est qualificative pour les Jeux olympiques d'été de 2024 à Paris.

## Médaillés
Les médaillés sont les sportifs suivants :

### Hommes
| Épreuve                                    | Or                                                                   | Or                                                                   | Argent                                                         | Argent                                                         | Bronze                                                      | Bronze                                                      |
| ------------------------------------------ | -------------------------------------------------------------------- | -------------------------------------------------------------------- | -------------------------------------------------------------- | -------------------------------------------------------------- | ----------------------------------------------------------- | ----------------------------------------------------------- |
| Pistolet à air comprimé à 10 m             | Liu Jinyao (CHN)                                                     | Liu Jinyao (CHN)                                                     | Zhang Yifan (CHN)                                              | Zhang Yifan (CHN)                                              | Pavlo Korostylov (UKR)                                      | Pavlo Korostylov (UKR)                                      |
| Pistolet à air comprimé à 10 m par équipe  | Chine Liu Jinyao Zhang Bowen Zhang Yifan                             | Chine Liu Jinyao Zhang Bowen Zhang Yifan                             | Iran Mohammad Rasoul Effati Javad Foroughi Sajjad Pourhosseini | Iran Mohammad Rasoul Effati Javad Foroughi Sajjad Pourhosseini | Corée du Sud Lee Woon-ho Lee Dae-myung Park Dae-hun         | Corée du Sud Lee Woon-ho Lee Dae-myung Park Dae-hun         |
| Pistolet à feu central à 25 m              | Christian Reitz (GER)                                                | 588                                                                  | Ruslan Lunev (AZE)                                             | 584 24x                                                        | Peeter Olesk (EST)                                          | 584 21x                                                     |
| Pistolet à feu rapide à 25 m               | Lee Gun-hyeok (KOR)                                                  | Lee Gun-hyeok (KOR)                                                  | Clément Bessaguet (FRA)                                        | Clément Bessaguet (FRA)                                        | Ghulam Mustafa Bashir (PAK)                                 | Ghulam Mustafa Bashir (PAK)                                 |
| Pistolet à feu rapide à 25 m par équipes   | Chine Li Yuehong Lu Zhiming Zhang Jueming                            | Chine Li Yuehong Lu Zhiming Zhang Jueming                            | Ukraine Maksym Horodynets Pavlo Korostylov Denys Kushnirov     | Ukraine Maksym Horodynets Pavlo Korostylov Denys Kushnirov     | Corée du Sud Kim Seo-jun Lee Jae-kyoon Lee Gun-hyeok        | Corée du Sud Kim Seo-jun Lee Jae-kyoon Lee Gun-hyeok        |
| Pistolet standard à 25 m                   | Pavlo Korostylov (UKR)                                               | 582                                                                  | Christian Reitz (GER)                                          | 575                                                            | Vijayveer Sidhu (IND)                                       | 574                                                         |
| Pistolet à 50 m                            | Damir Mikec (SRB)                                                    | 567                                                                  | Zhang Bowen (CHN)                                              | 564                                                            | Viktor Bankin (UKR)                                         | 560                                                         |
| Carabine à air comprimé à 10 m             | Rudrankksh Patil (IND)                                               | Rudrankksh Patil (IND)                                               | Danilo Sollazzo (ITA)                                          | Danilo Sollazzo (ITA)                                          | Sheng Lihao (CHN)                                           | Sheng Lihao (CHN)                                           |
| Carabine à air comprimé à 10 m par équipes | Inde Arjun Babuta Kiran Ankush Jadhav Rudrankksh Patil               | Inde Arjun Babuta Kiran Ankush Jadhav Rudrankksh Patil               | Chine Sheng Lihao Song Buhan Yang Haoran                       | Chine Sheng Lihao Song Buhan Yang Haoran                       | Serbie Milenko Sebić Milutin Stefanović Lazar Kovačević     | Serbie Milenko Sebić Milutin Stefanović Lazar Kovačević     |
| Carabine à 50 m couché                     | Jan Lochbihler (SUI)                                                 | 631.0                                                                | Liu Yukun (CHN)                                                | 630.6                                                          | Zhao Zhonghao (CHN)                                         | 629.3                                                       |
| Carabine à 50 m 3 positions                | Serhiy Kulish (UKR)                                                  | Serhiy Kulish (UKR)                                                  | Tomasz Bartnik (POL)                                           | Tomasz Bartnik (POL)                                           | Jon-Hermann Hegg (NOR)                                      | Jon-Hermann Hegg (NOR)                                      |
| Carabine à 50 m 3 positions par équipes    | Norvège Simon Claussen Jon-Hermann Hegg Henrik Larsen                | Norvège Simon Claussen Jon-Hermann Hegg Henrik Larsen                | France Brian Baudouin Michael d'Halluin Lucas Kryzs            | France Brian Baudouin Michael d'Halluin Lucas Kryzs            | Inde Niraj Kumar Swapnil Kusale Aishwary Pratap Singh Tomar | Inde Niraj Kumar Swapnil Kusale Aishwary Pratap Singh Tomar |
| Carabine à 300 m couché                    | Simon Claussen (NOR)                                                 | 599                                                                  | Tomasz Bartnik (POL)                                           | 598                                                            | Alexander Schmirl (AUT)                                     | 597                                                         |
| Carabine à 300 m couché par équipes        | Danemark Carsten Brandt Jens-Ulrik Ladekjaer-Mikkelsen Steffen Olsen | Danemark Carsten Brandt Jens-Ulrik Ladekjaer-Mikkelsen Steffen Olsen | Suisse Pascal Bachmann Gilles Dufaux Sandro Greuter            | Suisse Pascal Bachmann Gilles Dufaux Sandro Greuter            | Pologne Tomasz Bartnik Maciej Kowalewicz Daniel Romańczyk   | Pologne Tomasz Bartnik Maciej Kowalewicz Daniel Romańczyk   |
| Carabine à 300 m 3 positions               | Émilien Chassat (FRA)                                                | 592                                                                  | Aleksi Leppä (FIN)                                             | 590                                                            | István Péni (HUN)                                           | 589                                                         |
| Carabine à 300 m 3 positions par équipes   | France Émilien Chassat Michael d'Halluin Dimitri Dutendas            | France Émilien Chassat Michael d'Halluin Dimitri Dutendas            | Suisse Pascal Bachmann Gilles Dufaux Sandro Greuter            | Suisse Pascal Bachmann Gilles Dufaux Sandro Greuter            | Autriche Patrick Diem Bernhard Pickl Alexander Schmirl      | Autriche Patrick Diem Bernhard Pickl Alexander Schmirl      |

### Femmes
| Épreuve                                    | Or                                                     | Or                                                     | Argent                                                             | Argent                                                             | Bronze                                                     | Bronze                                                     |
| ------------------------------------------ | ------------------------------------------------------ | ------------------------------------------------------ | ------------------------------------------------------------------ | ------------------------------------------------------------------ | ---------------------------------------------------------- | ---------------------------------------------------------- |
| Pistolet à air comprimé à 10 m             | Lu Kaiman (CHN)                                        | Lu Kaiman (CHN)                                        | Anna Korakaki (GRE)                                                | Anna Korakaki (GRE)                                                | Zorana Arunović (SRB)                                      | Zorana Arunović (SRB)                                      |
| Pistolet à air comprimé à 10 m par équipes | Chine Jiang Ranxin Li Xue Yan Lu Kaiman                | Chine Jiang Ranxin Li Xue Yan Lu Kaiman                | Inde Palak Palak Rhythm Sangwan Yuvika Tomar                       | Inde Palak Palak Rhythm Sangwan Yuvika Tomar                       | Iran Mina Ghorbani Hanieh Rostamian Golnoush Sebghatollahi | Iran Mina Ghorbani Hanieh Rostamian Golnoush Sebghatollahi |
| Pistolet à 25 m                            | Kim Jang-mi (KOR)                                      | Kim Jang-mi (KOR)                                      | Chen Yan (CHN)                                                     | Chen Yan (CHN)                                                     | Doreen Vennekamp (GER)                                     | Doreen Vennekamp (GER)                                     |
| Pistolet à 25 m par équipes                | Chine Chen Yan Liu Rui Xiao Jiaruixuan                 | Chine Chen Yan Liu Rui Xiao Jiaruixuan                 | Inde Manu Bhaker Abhidnya Ashok Patil Rhythm Sangwan               | Inde Manu Bhaker Abhidnya Ashok Patil Rhythm Sangwan               | Allemagne Monika Karsch Michelle Skeries Doreen Vennekamp  | Allemagne Monika Karsch Michelle Skeries Doreen Vennekamp  |
| Pistolet standard à 25 m                   | Xiao Jiaruixuan (CHN)                                  | 575                                                    | Rhythm Sangwan (IND)                                               | 573                                                                | Chen Yan (CHN)                                             | 572                                                        |
| Carabine à air comprimé à 10 m             | Alison Marie Weisz (USA)                               | Alison Marie Weisz (USA)                               | Huang Yuting (CHN)                                                 | Huang Yuting (CHN)                                                 | Zhang Yu (CHN)                                             | Zhang Yu (CHN)                                             |
| Carabine à air comprimé à 10 m par équipes | Chine Huang Yuting Wang Zhilin Zhang Yu                | Chine Huang Yuting Wang Zhilin Zhang Yu                | États-Unis Sagen Maddalena Mary Carolynn Tucker Alison Marie Weisz | États-Unis Sagen Maddalena Mary Carolynn Tucker Alison Marie Weisz | Inde Mehuli Ghosh Meghana Sajjanar Elavenil Valarivan      | Inde Mehuli Ghosh Meghana Sajjanar Elavenil Valarivan      |
| Pistolet à 50 m                            | Jiang Ranxin (CHN)                                     | Jiang Ranxin (CHN)                                     | Sylvia Steiner (AUT)                                               | Sylvia Steiner (AUT)                                               | Nigar Nasirova (AZE)                                       | Nigar Nasirova (AZE)                                       |
| Carabine à 50 m couché                     | Jolyn Beer (GER)                                       | 627.0                                                  | Sarina Hitz (SUI)                                                  | 626.7                                                              | Mary Carolynn Tucker (USA)                                 | 625.7                                                      |
| Carabine à 50 m 3 positions                | Miao Wanru (CHN)                                       | Miao Wanru (CHN)                                       | Jenny Stene (NOR)                                                  | Jenny Stene (NOR)                                                  | Jeanette Hegg Duestad (NOR)                                | Jeanette Hegg Duestad (NOR)                                |
| Carabine à 50 m 3 positions par équipes    | Allemagne Jolyn Beer Anna Janssen Lisa Müller          | Allemagne Jolyn Beer Anna Janssen Lisa Müller          | Suisse Nina Christen Sarina Hitz Franziska Stark                   | Suisse Nina Christen Sarina Hitz Franziska Stark                   | Chine Miao Wanru Shi Mengyao Zhang Qiongyue                | Chine Miao Wanru Shi Mengyao Zhang Qiongyue                |
| Carabine à 300 m couché                    | Anja Senti (SUI)                                       | 599                                                    | Silvia Guignard (SUI)                                              | 597                                                                | Olivia Hofmann (AUT)                                       | 595                                                        |
| Carabine à 300 m couché par équipes        | Norvège Jeanette Hegg Duestad Katrine Lund Jenny Vatne | Norvège Jeanette Hegg Duestad Katrine Lund Jenny Vatne | Suisse Silvia Guignard Sarina Hitz Anja Senti                      | Suisse Silvia Guignard Sarina Hitz Anja Senti                      | Allemagne Anna-Lena Geuther Lisa Müller Veronique Münster  | Allemagne Anna-Lena Geuther Lisa Müller Veronique Münster  |
| Carabine à 300 m 3 positions               | Jeanette Hegg Duestad (NOR)                            | 588                                                    | Sarina Hitz (SUI)                                                  | 586 22x                                                            | Elin Ahlin (SWE)                                           | 586 20x                                                    |
| Carabine à 300 m 3 positions par équipes   | Norvège Jeanette Hegg Duestad Katrine Lund Jenny Vatne | Norvège Jeanette Hegg Duestad Katrine Lund Jenny Vatne | Suisse Silvia Guignard Sarina Hitz Anja Senti                      | Suisse Silvia Guignard Sarina Hitz Anja Senti                      | Allemagne Anna-Lena Geuther Lisa Müller Veronique Münster  | Allemagne Anna-Lena Geuther Lisa Müller Veronique Münster  |

#### Mixte
| Épreuve                                   | Or                                           | Or                                           | Argent                                                | Argent                                                | Bronze                                                              | Bronze                                                              |
| ----------------------------------------- | -------------------------------------------- | -------------------------------------------- | ----------------------------------------------------- | ----------------------------------------------------- | ------------------------------------------------------------------- | ------------------------------------------------------------------- |
| Carabine à air comprimé à 10 m par équipe | Chine Huang Yuting Yang Haoran               | Chine Huang Yuting Yang Haoran               | Corée du Sud Gwon Da-yeong Kim Sang-do                | Corée du Sud Gwon Da-yeong Kim Sang-do                | Corée du Sud Cho Eun-young Park Ha-jun Chine Zhang Yu Sheng Lihao   | Corée du Sud Cho Eun-young Park Ha-jun Chine Zhang Yu Sheng Lihao   |
| Pistoelt à air comprimé à 10 m par équipe | Autriche Sylvia Steiner Richard Zechmeister  | Autriche Sylvia Steiner Richard Zechmeister  | Corée du Sud Yoo Hyun-young Park Dae-hun              | Corée du Sud Yoo Hyun-young Park Dae-hun              | Iran Hanieh Rostamian Javad Foroughi Chine Jiang Ranxin Zhang Bowen | Iran Hanieh Rostamian Javad Foroughi Chine Jiang Ranxin Zhang Bowen |
| Pistolet à feu rapide à 25 m par équipe   | Ukraine Yulia Korostylova Maksym Horodynets  | Ukraine Yulia Korostylova Maksym Horodynets  | Inde Simranpreet Kaur Brar Anish Bhanwala             | Inde Simranpreet Kaur Brar Anish Bhanwala             | Corée du Sud Kim Jang-mi Kim Seo-jun                                | Corée du Sud Kim Jang-mi Kim Seo-jun                                |
| Pistolet standard à 25 m par équipe       | Allemagne Doreen Vennekamp Christian Reitz   | Allemagne Doreen Vennekamp Christian Reitz   | Corée du Sud Kim Jang-mi Kim Seo-jun                  | Corée du Sud Kim Jang-mi Kim Seo-jun                  | Ukraine Olena Kostevych Pavlo Korostylov                            | Ukraine Olena Kostevych Pavlo Korostylov                            |
| Pistolet à 50 m par équipe                | Chine Jiang Ranxin Zhang Bowen               | Chine Jiang Ranxin Zhang Bowen               | Mongolie Tsogbadrakhyn Mönkhzul Enkhtaivany Davaakhüü | Mongolie Tsogbadrakhyn Mönkhzul Enkhtaivany Davaakhüü | Pologne Katarzyna Klepacz Szymon Wojtyna Chine Li Xue Liu Jinyao    | Pologne Katarzyna Klepacz Szymon Wojtyna Chine Li Xue Liu Jinyao    |
| Carabine à 50 m couché par équipe         | États-Unis Sagen Maddalena Ivan Roe          | États-Unis Sagen Maddalena Ivan Roe          | Ukraine Daria Tykhova Serhiy Kulish                   | Ukraine Daria Tykhova Serhiy Kulish                   | Allemagne Jolyn Beer Maximilian Dallinger                           | Allemagne Jolyn Beer Maximilian Dallinger                           |
| Carabine à 50 m 3 positions par équipe    | Norvège Jenny Stene Simon Claussen           | Norvège Jenny Stene Simon Claussen           | Danemark Stephanie Grundsøe Steffen Olsen             | Danemark Stephanie Grundsøe Steffen Olsen             | Allemagne David Koenders Anna Janssen                               | Allemagne David Koenders Anna Janssen                               |
| Carabine à 300 m 3 positions par équipe   | Pologne Karolina Kowalczyk Tomasz Bartnik    | Pologne Karolina Kowalczyk Tomasz Bartnik    | Finlande Henna Viljanen Aleksi Leppä                  | Finlande Henna Viljanen Aleksi Leppä                  | Autriche Olivia Hofmann Bernhard Pickl                              | Autriche Olivia Hofmann Bernhard Pickl                              |
| Carabine à 300 m couché par équipe        | Norvège Jeanette Hegg Duestad Simon Claussen | Norvège Jeanette Hegg Duestad Simon Claussen | Suisse Anja Senti Pascal Bachmann                     | Suisse Anja Senti Pascal Bachmann                     | Pologne Karolina Kowalczyk Daniel Romanczyk                         | Pologne Karolina Kowalczyk Daniel Romanczyk                         |